# 14-я гвардейская танковая бригада
14-я гвардейская танковая Житомирско-Шепетовская Краснознамённая, орденов Суворова и Кутузова бригада — гвардейская танковая бригада Красной армии ВС СССР, в годы Великой Отечественной войны.
Условное наименование — войсковая часть полевая почта (в/ч пп) № 35732.
Сокращённое наименование — 14 гв. тбр.

## История формирования
Бригада была сформирована на основании директивы НКО СССР № 723499сс от 15 февраля 1942 года в Сталинградском автобронетанковом центре в период с 1 по 19 июня 1942 года, как 174-я танковая бригада.
Приказом НКО СССР № 1 от 3 января 1943 года 17-й танковый корпус был преобразован в 4-й гвардейский танковый корпус, входившей в него 174-й танковой бригаде также было присвоено почётное звание «Гвардейская». Новый войсковой № 14-я гвардейская танковая бригада был присвоен директивой Генерального штаба КА № 30066 от 16 января 1943 года.

## Участие в боевых действиях
Период вхождения в действующую армию: 2 января 1943 года — 14 марта 1943 года, 9 июля 1943 года — 3 сентября 1943 года, 7 декабря 1943 года — 11 мая 1945 года.

## Состав
- Управление бригады (штат № 010/270)
- 380-й отдельный танковый батальон (штат № 010/271)
- 381-й отдельный танковый батальон (штат № 010/272)
- Мотострелково-пулемётный батальон (штат № 010/273)
- Истребительно-противотанковая батарея (штат № 010/274)
- Рота управления (штат № 010/275)
- Рота технического обеспечения (штат № 010/276)
- Медико-санитарный взвод (штат № 010/277)
- Рота противотанковых ружей (штат № 010/375)
- Зенитно-пулемётная рота (штат № 010/451)

- Управление бригады (штат № 010/500)
- 1-й отдельный танковый батальон (штат № 010/501)
- 2-й отдельный танковый батальон (штат № 010/501)
- 3-й отдельный танковый батальон (штат № 010/501)
- Моторизованный батальон автоматчиков (штат № 010/502)
- Зенитно-пулемётная рота (штат № 010/503)
- Рота управления (штат № 010/504)
- Рота технического обеспечения (штат № 010/505)
- Медико-санитарный взвод (штат № 010/506)

## В составе
| Подчинение     | Подчинение                           | Подчинение            | Подчинение                      | Подчинение |
| Дата           | Фронт (военный округ)                | Армия                 | Корпус                          | Примечания |
| -------------- | ------------------------------------ | --------------------- | ------------------------------- | ---------- |
| 1.02.1943 года | Юго-Западный фронт                   | -                     | 4-й гвардейский танковый корпус | -          |
| 1.03.1943 года | Юго-Западный фронт                   | -                     | 4-й гвардейский танковый корпус | -          |
| 1.04.1943 года | Степной военный округ                | -                     | 4-й гвардейский танковый корпус | -          |
| 1.05.1943 года | Степной военный округ                | -                     | 4-й гвардейский танковый корпус | -          |
| 1.06.1943 года | Степной военный округ                | -                     | 1-й гвардейский танковый корпус | -          |
| 1.07.1943 года | Степной военный округ                | -                     | 1-й гвардейский танковый корпус | -          |
| 1.08.1943 года | Воронежский фронт                    | 27-я армия            | 4-й гвардейский танковый корпус | -          |
| 1.09.1943 года | Воронежский фронт                    | -                     | 4-й гвардейский танковый корпус | -          |
| 1.10.1943 года | Резерв Верховного Главнокомандования | -                     | 4-й гвардейский танковый корпус | -          |
| 1.11.1943 года | Резерв Верховного Главнокомандования | -                     | 4-й гвардейский танковый корпус | -          |
| 1.12.1943 года | Резерв Верховного Главнокомандования | -                     | 4-й гвардейский танковый корпус | -          |
| 1.01.1944 года | 1-й Украинский фронт                 | -                     | 4-й гвардейский танковый корпус | -          |
| 1.02.1944 года | 1-й Украинский фронт                 | 60-я армия            | 4-й гвардейский танковый корпус | -          |
| 1.03.1944 года | 1-й Украинский фронт                 | 60-я армия            | 4-й гвардейский танковый корпус | -          |
| 1.04.1944 года | 1-й Украинский фронт                 | 60-я армия            | 4-й гвардейский танковый корпус | -          |
| 1.05.1944 года | 1-й Украинский фронт                 | 60-я армия            | 4-й гвардейский танковый корпус | -          |
| 1.06.1944 года | 1-й Украинский фронт                 | 60-я армия            | 4-й гвардейский танковый корпус | -          |
| 1.07.1944 года | 1-й Украинский фронт                 | 1-я гвардейская армия | 4-й гвардейский танковый корпус | -          |
| 1.08.1944 года | 1-й Украинский фронт                 | 60-я армия            | 4-й гвардейский танковый корпус | -          |
| 1.09.1944 года | 1-й Украинский фронт                 | -                     | 4-й гвардейский танковый корпус | -          |
| 1.10.1944 года | 1-й Украинский фронт                 | -                     | 4-й гвардейский танковый корпус | -          |
| 1.11.1944 года | 1-й Украинский фронт                 | -                     | 4-й гвардейский танковый корпус | -          |
| 1.12.1944 года | 1-й Украинский фронт                 | -                     | 4-й гвардейский танковый корпус | -          |
| 1.01.1945 года | 1-й Украинский фронт                 | -                     | 4-й гвардейский танковый корпус | -          |
| 1.02.1945 года | 1-й Украинский фронт                 | -                     | 4-й гвардейский танковый корпус | -          |
| 1.03.1945 года | 1-й Украинский фронт                 | 5-я гвардейская армия | 4-й гвардейский танковый корпус | -          |
| 1.04.1945 года | 1-й Украинский фронт                 | 5-я гвардейская армия | 4-й гвардейский танковый корпус | -          |
| 1.05.1945 года | 1-й Украинский фронт                 | 5-я гвардейская армия | 4-й гвардейский танковый корпус | -          |

## Командование бригады

### Командиры бригады
- Шибанков, Василий Иванович (03.01.1943 — 18.02.1943), гвардии подполковник (погиб 18.02.1943);
- Николаев, Мирон Захарович (18.02.1943 — 11.03.1943), гвардии подполковник (ВРИД);
- Михайлов, Исай Петрович[7] (11.03.1943 — 15.08.1943), гвардии подполковник, с 22.05.1943 гвардии полковник (отстранён);
- Печковский, Валентин Миронович (16.08.1943 — 09.12.1943), гвардии майор (погиб 9.12.1943);
- Петров, Вениамин Андреевич (10.12.1943 — 31.01.1944), гвардии подполковник (погиб 31.01.1944);
- Куркоткин, Семён Константинович (31.01.1944 — 15.03.1944), гвардии майор (ВРИД);
- Скиданов, Александр Ефимович[8] (15.03.1944 — 11.05.1945), гвардии подполковник, с 20.11.1944 гвардии полковник[9][10]

### Заместители командира бригады по строевой части
- Куркоткин, Семён Константинович (10.1943 — 11.1944), гвардии майор, гвардии подполковник

### Заместители командира по политической части
- Николаев Мирон Захарович (03.01.1943 — 25.02.1943), гвардии подполковник;
- Савельев Василий Фёдорович (25.02.1943 — 16.06.1943), гвардии подполковник[11]

### Начальники штаба бригады
- Заранкин Иосиф Аронович (03.01.1943 — 18.02.1943), гвардии капитан, майор (ВРИД) (пропал без вести);
- Черноусов Василий Иванович (18.02.1943 — 13.04.1943), гвардии майор (ВРИД);
- Пейзанский Алексей Александрович (13.04.1943 — 16.10.1943), гвардии майор;
- Листов Алексей Сергеевич (16.10.1943 — 06.04.1944), гвардии подполковник (пропал без вести);
- Черноусов Василий Иванович (06.04.1944 — 30.04.1944), гвардии майор (ВРИД);
- Манчук Пётр Максимович (30.04.1944 — 19.08.1944), гвардии подполковник (тяжело ранен);
- Купряшин Василий Иванович (19.08.1944 — 27.08.1944), гвардии майор (ВРИД);
- Малевич Герман Фёдорович (27.08.1944 — 01.07.1945), гвардии подполковник, гвардии полковник[12]

### Начальники политотдела, с 06.1943 он же заместитель командира по политической части
- Савельев Василий Фёдорович (03.01.1943 — 25.02.1943), гвардии майор, с 23.01.1943 гвардии подполковник;
- Верзаков Иван Ильич (25.02.1943 — 16.06.1943), гвардии капитан, с 11.05.1943 гвардии майор;
- Калмыков Леонид Константинович (16.06.1943 — 20.04.1944), гвардии полковник;
- Сверчков Пётр Фёдорович (24.04.1944 — 11.05.1945), гвардии подполковник[11]

## Отличившиеся воины
| Награда | Ф. И. О.                       | Должность                                           | Звание  | Дата награждения                 | Примечания                                                                   |
| ------- | ------------------------------ | --------------------------------------------------- | ------- | -------------------------------- | ---------------------------------------------------------------------------- |
|         | Иванов, Николай Константинович | механик-водитель Т-34 381-го танкового батальона    | гвардии | 25.08.1944                       | погиб 1.01.1944, похоронен в селе Высокая Печь Житомирского района           |
|         | Петров, Иван Петрович          | командир 1-й танковой роты 1-го танкового батальона | гвардии | 10.04.1945                       |                                                                              |
|         | Хлопонин, Николай Петрович     | командир танкового взвода 2-го танкового батальона  | гвардии | 27.06.1945                       |                                                                              |
|         | Храмцов, Сергей Васильевич     | командир 2-й танковой роты 1-го танкового батальона | гвардии | 10.04.1945                       |                                                                              |
|         | Шибанков, Василий Иванович     | командир бригады                                    | гвардии | 31.03.1943                       | погиб 18.02.1943, похоронен в братской могиле в центре города Красноармейска |
|         | Назаров, Николай Николаевич    | радист-пулемётчик Т-34 3-го танкового батальона     | гвардии | 11.08.1944 18.09.1944 10.04.1945 | погиб 8.05.1945, похоронен ст. Кунивиц Германия                              |

## Награды и почётные наименования
| Награда (наименование)              | Дата награждения                                                               | За что получена |
| ----------------------------------- | ------------------------------------------------------------------------------ | --- |
| Почётное звание «Гвардейская»       | присвоено приказом Народного комиссара обороны СССР № 1 от 3 января 1943 года. | за проявленную отвагу в боях за Отечество с немецкими захватчиками, за стойкость, мужество, дисциплину и организованность, за героизм личного состава (в составе 4-го гв. тк)    |
| Почётное наименование «Житомирская» | присвоено приказом Верховного главнокомандующего № 053 от 1 января 1944 года   | в ознаменование одержанной победы и отличия в боях за освобождение города Житомир                                                                                                |
| Почётное наименование «Шепетовская» | присвоено приказом Верховного главнокомандующего № 033 от 17 февраля 1944 года | в ознаменование одержанной победы и отличия в боях за освобождение города Шепетовка                                                                                              |
| Орден Красного Знамени              | награждена указом Президиума Верховного Совета СССР от 17 февраля 1944 года    | за образцовое выполнение боевых заданий командования в боях за освобождение города Шепетовки и проявленные при этом доблесть и мужество                                          |
| Орден Суворова II степени           | награждена указом Президиума Верховного Совета СССР от 19 марта 1944 года      | за образцовое выполнение заданий командования в боях за освобождение городов Староконстантинова, Изяславля, Шумска, Ямполя, Острополя и проявленные при этом доблесть и мужество |
| Орден Кутузова II степени           | награждена указом Президиума Верховного Совета СССР от 19 февраля 1945 года    | за образцовое выполнение заданий командования в боях при прорыве обороны немцев западнее Сандомира и проявленные при этом доблесть и мужество                                    |